# Mario Maloča
Mario Maloča (Zágráb, 1989. május 4. –) horvát válogatott labdarúgó, posztját tekintve hátvéd.

## Pályafutása

### Klubcsapatokban
Maloča a mai horvát fővárosban, Zágrábban született. Az ifjúsági pályafutását a Dinamo Zagreb, a Zagreb, az Inter-Zaprešić és a Kamen Ingrad csapatában kezdte, majd a Hajduk Split akadémiájánál folytatta.
2008-ban mutatkozott be a Hajduk Split első osztályban szereplő felnőtt keretében. 2015-ben a lengyel első osztályban érdekelt Lechia Gdańsk szerződtette. A 2017–18-as szezonban a német Greuther Fürth csapatát erősítette kölcsönben. 2018-ban a német klubhoz igazolt. 2019. július 1-jén négyéves szerződést kötött a Lechia Gdańsk együttesével. Először a 2019. július 19-ei, ŁKS Łódź ellen 0–0-ás döntetlennel zárult mérkőzés félidejében, Artur Sobiech cseréjeként lépett pályára. Első gólját 2021. április 5-én, a Zagłębie Lubin ellen hazai pályán 3–1-re megnyert találkozón szerezte meg.

### A válogatottban
Maloča az U19-es, az U20-as és az U21-es korosztályú válogatottban is képviselte Horvátországot.
2012-ben debütált a felnőtt válogatottban. Először 2012. augusztus 15-én, Svájc ellen 4–2-es győzelemmel zárult barátságos mérkőzésen lépett pályára.

## Statisztikák
2023. május 27. szerint
| Klub                        | Szezon   | Osztály       | Bajnokság | Bajnokság | Kupa  | Kupa | Nemzetközi | Nemzetközi | Összesen | Összesen |
| Klub                        | Szezon   | Osztály       | Meccs     | Gól       | Meccs | Gól  | Meccs      | Gól        | Meccs    | Gól      |
| --------------------------- | -------- | ------------- | --------- | --------- | ----- | ---- | ---------- | ---------- | -------- | -------- |
| Lechia Gdańsk               | 2015–16  | Ekstraklasa   | 28        | 2         | 0     | 0    | —          | —          | 28       | 2        |
| Lechia Gdańsk               | 2016–17  | Ekstraklasa   | 31        | 1         | 1     | 0    | —          | —          | 32       | 1        |
| Lechia Gdańsk               | 2017–18  | Ekstraklasa   | 1         | 0         | 0     | 0    | —          | —          | 1        | 0        |
| Lechia Gdańsk               | Összesen | Összesen      | 60        | 3         | 1     | 0    | 0          | 0          | 61       | 3        |
| Greuther Fürth (kölcsönben) | 2017–18  | 2. Bundesliga | 31        | 2         | 2     | 0    | —          | —          | 33       | 2        |
| Greuther Fürth              | 2018–19  | 2. Bundesliga | 24        | 0         | 1     | 0    | —          | —          | 25       | 0        |
| Greuther Fürth              | Összesen | Összesen      | 55        | 2         | 3     | 0    | 0          | 0          | 58       | 2        |
| Lechia Gdańsk               | 2019–20  | Ekstraklasa   | 27        | 0         | 5     | 0    | —          | —          | 32       | 0        |
| Lechia Gdańsk               | 2020–21  | Ekstraklasa   | 15        | 1         | 0     | 0    | —          | —          | 15       | 1        |
| Lechia Gdańsk               | 2021–22  | Ekstraklasa   | 31        | 0         | 2     | 0    | —          | —          | 33       | 0        |
| Lechia Gdańsk               | 2022–23  | Ekstraklasa   | 27        | 1         | 2     | 0    | 4          | 0          | 33       | 1        |
| Lechia Gdańsk               | Összesen | Összesen      | 100       | 2         | 9     | 0    | 4          | 0          | 113      | 2        |
| Összesen                    | Összesen | Összesen      | 215       | 7         | 13    | 0    | 4          | 0          | 232      | 7        |

### A válogatottban
| Válogatott   | Év       | Pályára lépés | Gól |
| ------------ | -------- | ------------- | --- |
| Horvátország | 2012     | 1             | 0   |
| Összesen     | Összesen | 1             | 0   |

## Sikerei, díjai
Hajduk Split
- Horvát Kupa
  - Győztes (1): 2009–10, 2012–13

Lechia Gdańsk
- Lengyel Kupa
  - Döntős (1): 2019–20

- Lengyel Szuperkupa
  - Győztes (1): 2019